# Sally Salminen
Sally Alina Ingeborg Salminen (født 25. april 1906, død 18. juli 1976), fra 1940 Salminen-Dührkop, var en internationalt anerkendt forfatter fra Simskäla på Åland i Finland. Hun blev tre gange nomineret til Nobelprisen i litteratur. 

## Biografi
Sally Salminen var født i Vårdö på Åland, som det ottende af tolv børn. Allerede som barn havde hun forestillinger om at blive forfatter, men betragtede sig selv som for dårlig og uvidende til at lykkes deri. Efter sin konfirmation arbejdede hun ved landsbyens købmand, indtil hun flyttede til Stockholm, for at arbejde som stuepige. Under perioden i Sverige tog hun korrespondentkurser og læste bøger i sin fritid.
I 1930 flyttede Sally og hendes søster Aili til New York City. Mens hun var i New York, skrev hun i sin fritid, og det var her hun begyndte at skrive manuskriptet til sin første og mest berømte roman, Katrina. Det finsk-svenske forlag Holger Schildts Förlag annoncerede i 1936 en skrivekonkurrence, hvor Salminen indsendte sit manuskript. Hendes indsendelse vandt, og Katrina blev offentliggjort samme år. Romanen skildrer den østrobotniske kvinde Katrina, der flytter til Åland efter sit ægteskab. Katrina blev en international succes og blev til sidst oversat til mere end tyve sprog.
Sally Salminen giftede sig med den danske maler Johannes Dührkop i 1940, og flyttede i den sammenhæng til Danmark. Salminen forblev en produktiv forfatter, men hun var aldrig i stand til at gentage succesen med sin debutroman, Katrina . Udover Katrina betragtes Prins Efflam (1953) og Vid Havet (1963) som værende hendes mest betydningsfulde værker.

## Familie
Flere af Salminens søskende var, ligesom hende, bemærkelsesværdige forfattere. Hendes søster Aili Nordgren (født Salminen) (1908–1995) skrev flere bøger. Hendes yngre bror Runar Salminen (1912–1989) offentliggjorde flere antologier med poesi, og hendes ældre bror Uno Salminen (1905–1991) skrev en trilogi om den fiktive karakter Erik Sundblom.
Derudover har Aili Nordgrens søn Ralf Nordgren (1936–2014) og Uno Salminens datter Christina Remmer (1941–2016) skrevet flere bøger. En anden bemærkelsesværdig forfatter født på Åland, Johannes Salminen, er imidlertid ikke direkte relateret til Sally Salminen.

### Romaner
- Katrina (1936)
- Den långa våren (1939)
- På lös sand (1941)
- Lars Laurila (1943)
- Nya land (1945)
- Barndomens land (1948)
- Små världar (1949)
- Klyftan och stjernan (1951)
- Prins Efflam (1953)
- Spår på jorden (1961)
- Vid havet (1963)

### Nonfiction
- Jerusalem (1970)
- På färder i Israel (1971)

### Selvbiografiske værker
- Upptäcktsresan (1966)
- Min amerikanska saga (1968)
- I Danmark (1972)
- Världen öppnar sig (1974)